# Elina Hirvonen
Elina Hirvonen (ur. 20 kwietnia 1975 w Helsinkach) – fińska pisarka, dziennikarka i autorka filmów dokumentalnych.

## Życiorys
Elina Hirvonen studiowała pisarstwo na Uniwersytecie Ludowym w Orivesi, literaturoznawstwo na Uniwersytecie w Turku oraz reżyserię filmów dokumentalnych w Wyższej Szkole Sztuki i Designu w Helsinkach. Pracowała również jako dziennikarka i wydawca, redagowała własną kolumnę w gazecie studenckiej „Ylioppilaslehti” oraz przez pewien czas była redaktor naczelną feministycznego czasopisma [Tulva]. Obecnie prowadzi blog na łamach internetowej gazety [Uusi Suomi].
Elina Hirvonen mieszka obecnie w Lusace, stolicy Zambii.
Pisarka uwielbia filmy Sofii Coppoli, książki Michaela Cunninghama oraz czytać brytyjski dziennik „The Guardian”. Jest zwolenniczką poglądów amerykańskiego ekonomisty Jeffreya Sachsa. W wolnych chwilach Hirvonen biega i żegluje.

## Twórczość
Debiutancka powieść Hirvonen Przypomnij sobie (fin. Että hän muistaisi saman) była nominowana do prestiżowej Fińskiej Nagrody Literackiej (fin. Finlandia-palkinto). Powieść została przetłumaczona na siedem języków. W Polsce ukazała się nakładem wydawnictwa W.A.B. w marcu 2008 roku.
Film dokumentalny Hirvonen Paratiisi - kolme matkaa tässä maailmassa (ang. Paradise: Three Journeys in This World) opowiada o emigrantach z Afryki. W roku 2007 film został nagrodzony na festiwalu Arktisen upeeta w Jyväskylä oraz zdobył główną nagrodę na Międzynarodowym Festiwalu Filmu Dokumentalnego w Amsterdamie w kategorii Student Award.